# Cornell (Wisconsin)
Pour les articles homonymes, voir Cornell.
Cornell est une ville américaine située dans le comté de Chippewa, au Wisconsin. Selon le recensement de 2010, sa population est de 1 467 habitants.